# (541022) 2017 YD11
(541022) 2017 YD11 es un asteroide perteneciente al cinturón de asteroides descubierto el 19 de abril de 2015 por el equipo del Spacewatch desde el Observatorio Nacional de Kitt Peak, Arizona, Estados Unidos.

## Designación y nombre
Designado provisionalmente como 2017 YD11.

## Características orbitales
2017 YD11 está situado a una distancia media del Sol de 3,053 ua, pudiendo alejarse hasta 3,491 ua y acercarse hasta 2,614 ua. Su excentricidad es 0,143 y la inclinación orbital 17,12 grados. Emplea 1948,67 días en completar una órbita alrededor del Sol.

## Características físicas
La magnitud absoluta de 2017 YD11 es 16,1. 